# Хронический лихеноидный кератоз
Хронический лихеноидный кератоз — очень редкое заболевание кожи, проявляющееся появлением множественных гиперкератических папул красного цвета. Очаги высыпаний обычно расположены линейно.

## Эпидемиология
Мужчины страдают заболеванием чаще. В основном кератоз встречается у людей от 20 до 55 лет.

## Этиология и патогенез
Патогенез и этиология хронического лихеноидного кератоза в настоящее время не известны. Существует предположение, что появление данного заболевания связано с различными аутоиммунными процессами. Также в литературе описаны случаи появления болезни после терапии противомалярийных и противотуберкулёзных препаратов, а также введения противостолбнячной сыворотки.

## Клиническая картина
Болезнь проявляется появлением множественных папул красного света, которые образуют очаги линейной конфигурации. Локализация поражения: шея, туловище, верхние и нижние конечности, ягодицы. В подавляющих случаях папулы регрессируют спонтанно. Однако, в то же время происходит возникновение новых элементов. Поэтому образуются полиморфные очаги из пятен, папул и очагов остаточной гиперпигментации. Заболевание имеет волнообразный характер. Могут наблюдаться краткосрочные ремиссии.

## Диагностика
Диагноз ставится на основании анамнеза и клинической картины. При сложных случаях используют гистологическое исследование.

## Дифференциальная диагностика
Дифференциальную диагностику следует проводить со следующими заболеваниями:
- красный плоский лишай;
- болезнь Девержи;
- атопический дерматит;
- грибовидный микоз.

## Лечение
Лечение хронического лихеноидного кератоза малоэффективно. Местно применяют иммуносупрессивную терапию или кальципотриол. Системно применяют ретиноиды, моноклональные антитела. Стоит отметить, что применение цитостатиков и глюкокортикоидов не показало эффективности.